# Amy Nixon
Amy Nixon (Saskatoon, 29 de septiembre de 1977) es una deportista canadiense que compitió en curling.
Participó en los Juegos Olímpicos de Turín 2006, obteniendo una medalla de bronce en la prueba femenina. Ganó una medalla de bronce en el Campeonato Mundial de Curling Femenino de 2012.

## Palmarés internacional
| Juegos Olímpicos   | Juegos Olímpicos    | Juegos Olímpicos  | Juegos Olímpicos |
| Año                | Lugar               | Medalla           | Prueba           |
| ------------------ | ------------------- | ----------------- | ---------------- |
| 2006               | Turín (Italia)      | Medalla de bronce | Equipo           |
| Campeonato Mundial |                     |                   |                  |
| Año                | Lugar               | Medalla           | Prueba           |
| 2012               | Lethbridge (Canadá) | Medalla de bronce | Equipo           |